# Hope Mills
Hope Mills és una població dels Estats Units a l'estat de Carolina del Nord. Segons el cens del 2000 tenia 11.237 habitants.

## Demografia
Segons el cens del 2000, Hope Mills tenia 11.237 habitants, 4.112 habitatges i 3.108 famílies. La densitat de població era de 712,4 habitants per km².
Dels 4.112 habitatges en un 46,4% hi vivien nens de menys de 18 anys, en un 54% hi vivien parelles casades, en un 17,4% dones solteres, i en un 24,4% no eren unitats familiars. En el 19,7% dels habitatges hi vivien persones soles el 5,3% de les quals corresponia a persones de 65 anys o més que vivien soles. El nombre mitjà de persones vivint en cada habitatge era de 2,73 i el nombre mitjà de persones que vivien en cada família era de 3,13.
Per edats la població es repartia de la següent manera: un 32,1% tenia menys de 18 anys, un 8,2% entre 18 i 24, un 37% entre 25 i 44, un 16,8% de 45 a 60 i un 5,8% 65 anys o més.
L'edat mediana era de 31 anys. Per cada 100 dones de 18 o més anys hi havia 85,9 homes.
La renda mediana per habitatge era de 40.697 $ i la renda mediana per família de 44.866 $. Els homes tenien una renda mediana de 34.120 $ mentre que les dones 21.845 $. La renda per capita de la població era de 16.534 $. Entorn del 5,7% de les famílies i el 7,8% de la població estaven per davall del llindar de pobresa.

## Poblacions properes
El següent diagrama mostra les poblacions més properes.